# 문채령
문채령(1980년 9월 10일 ~ )은 대한민국의 가수이다.
현재 거주지는 서울특별시이다.

## 수상
- 엠넷 밀리오레 가요제 대상 수상

## 경력
- 2004년 SBS 드라마 '장길산' OST '하늘 끝'

## 데뷔
- 2003년 아이샤 1집 앨범 "꿈"

## 음반
- 2003년 1집 꿈
- 2005년 아니야
- 2008년 꽃바람 사랑
- 2010년 넌 내꺼야